# Mái ấm Huynh đệ
Mái ấm Huynh đệ (tiếng Hàn: 형제복지원; Romaja: Hyungje Bokjiwon, tiếng Anh: Brothers Home) là một trại tập trung và cơ sở phúc lợi có trụ sở tại Busan, Hàn Quốc. Nó đã từng hoạt động trong những năm 1970 và 1980, là nơi xảy ra một số vụ vi phạm nhân quyền vô nhân tính tồi tệ nhất ở Hàn Quốc trong thời kỳ thanh lọc xã hội và được nhiều phương tiện truyền thông Hàn Quốc đặt biệt danh là "Auschwitz của Hàn Quốc".

## Lịch sử
Giữa thế kỷ 20, sự gia tăng dân số nhanh chóng tại các thành phố lớn là một trong những đặc điểm nổi bật nhất trong quá trình đô thị hóa tại Hàn Quốc. Sau khi Thế chiến II và Chiến tranh Triều Tiên kết thúc, nhiều người tị nạn chuyển đến các thành phố lớn, dẫn đến số lượng người ở Busan, thành phố cảng hàng đầu của quốc gia này, tăng gần gấp năm lần từ 280.000 người vào năm 1945 lên 1,05 triệu người vào năm 1955, sau đó tăng gấp ba lần lên 3,5 triệu người vào năm 1985. Các quan chức chính phủ coi nhiều người mới đến này thường là những người thất nghiệp với tình hình nhà cửa không ổn định hoặc là 'những kẻ lang thang', mặc dù thực tế là nhiều người không hoàn toàn phù hợp với sự phân biệt đó. Họ thường sống trong những túp lều và làm những công việc lặt vặt để kiếm sống, nhưng giới tinh hoa thành thị vẫn tiếp tục yêu cầu chính quyền địa phương và trung ương tách biệt hoặc trục xuất họ khỏi các thành phố. Cho đến cuối những năm 1950, những yêu cầu này vẫn chưa được trả lời vì chính quyền Hàn Quốc trong thời kỳ đó dựa vào viện trợ nước ngoài cho 90 phần trăm ngân sách nhà nước về phúc lợi xã hội của họ. Do đó, họ đã không thể thực hiện những biện pháp nêu trên để giải quyết vấn đề đó.
Tình hình đã thay đổi khi chính quyền quân sự của Park Chung-Hee được thành lập vào năm 1961. Sau cuộc đảo chính, chính quyền mới đã giam giữ khoảng 68.000 người lang thang, trong đó có khoảng 1.800 người bị buộc phải làm việc trên những vùng đất chưa phát triển từ năm 1962 đến năm 1966, dưới danh nghĩa thanh lọc xã hội. Chính quyền quân sự đã cố gắng 'thanh lọc' xã hội bằng cách giam giữ những người thành thị lang thang vì họ bị coi là biểu tượng của 'sự nghèo đói' và 'sự hỗn loạn' của các thành phố. Bắt đầu từ khoảng năm 1960, chính quyền đô thị Seoul đã thành lập các cơ sở thành phố cho trẻ mồ côi, người lang thang và gái mại dâm. Năm 1962, thành phố Busan đã ký hợp đồng với một cơ sở nhà ở tập thể có tên là Yonghwasook để tiếp nhận những người lang thang. Các thành phố lớn khác như Daegu, Daejeon và Gwangju cũng thành lập các cơ sở giam giữ người lang thang.
Đối với chính quyền quân sự, những kẻ lang thang đại diện cho sự lạc hậu cần phải được thanh lọc khỏi xã hội đang nhanh chóng chuyển đổi qua sự tăng trưởng kinh tế. Đối với Busan, thành phố công nghiệp lớn nhất Hàn Quốc, những người lười biếng bị kiểm soát và kỷ luật. Kể từ đó, Mái ấm Huynh đệ đã phát triển. Năm 1975, thành phố Busan đã giao phó việc điều hành cơ sở cho Park In-geun (1930-2016), một quân nhân đã nghỉ hưu và là một nhân viên xã hội Cơ đốc với đạo đức giả.
Mái ấm Huynh đệ được thành lập với tư cách là một trại trẻ mồ côi vào năm 1960 nhưng đã trở thành cơ sở lưu trú cho những người lang thang vào đầu những năm 1970. Sau khi ký hợp đồng với chính quyền địa phương, cơ sỡ đã bắt đầu được sử dụng để giam giữ những người đã lọt vào mắt xanh của cảnh sát hoặc viên chức nhà nước, hoặc thậm chí một số người đã bị các thành viên trong ban quản lý cơ sở bắt cóc trên đường phố với sự hợp tác của cơ quan cảnh sát và chính quyền địa phương cung cấp cho họ trợ cấp theo đầu người. Cư dân của cơ sở bao gồm những nhân viên văn phòng đã ngủ quên bên ngoài vì say rượu nặng, trẻ em đang chờ tàu để thăm người thân, thanh thiếu niên trên đường về nhà, người khuyết tật và bệnh nhân trong bệnh viện. Vào đầu những năm 1980, có hơn 3.000 người bị giam giữ tại Mái ấm Huynh đệ. Từ năm 1975 đến năm 1987, ước tính có tổng cộng khoảng 40.000 người đã bị giam giữ tại cơ sở.
Sau khi Chun Doo-hwan lên nắm quyền chính quyền quân sự sau một cuộc đảo chính vào năm 1980, ông đã nhấn mạnh hơn vào việc thanh lọc xã hội và giam giữ những người lang thang. Vào khoảng thời gian đăng cai Thế vận hội Mùa hè 1988, số lượng người lang thang bị giam giữ và xua đuổi khỏi các khu vực thành thị bắt đầu tăng lên, đạt 14.131 vào năm 1983 và hơn 16.000 vào năm 1986, theo Niên giám Thống kê Y tế và Xã hội Hàn Quốc. Cuộc đàn áp người lang thang được tăng cường khi chính phủ Hàn Quốc nỗ lực đổi mới bộ mặt quốc gia để chuẩn bị cho Đại hội Thể thao châu Á 1986 và Thế vận hội Mùa hè 1988. Vào ngày 10 tháng 4 năm 1981, sau khi nhận được báo cáo từ Bộ Tư lệnh An ninh Quân đội về tình trạng ăn xin của công dân khuyết tật, Tổng thống Chun Doo-Hwan đã ra lệnh cho Thủ tướng Nam Duck-woo "đàn áp nạn ăn xin và thực hiện các biện pháp bảo vệ những người lang thang". Vào ngày 6 tháng 10, Chun đã ra lệnh cho Nam "đảm bảo không có người ăn xin nào trên đường phố Seoul" trước Thế vận hội 1988.

## Hậu quả
Sau khi Mái ấm Huynh đệ không còn hoạt động từ năm 1988, Park In-geun bị truy tố về một số tội danh bao gồm tham ô và giam giữ trái phép. Vào ngày 23 tháng 6 năm 1987, Tòa án quận Ulsan ban đầu phán quyết Park vi phạm mọi tội danh và tuyên án 10 năm tù và khoản tiền phạt 681 triệu won. Tuy nhiên, vào ngày 27 tháng 11 năm 1987, Tòa án cấp cao Daegu đã hủy bỏ các cáo buộc giam giữ ban ngày của Park sau khi nhận được đơn kháng cáo. Bản án của Park sau đó được giảm xuống còn bốn năm. Vào ngày 8 tháng 3 năm 1988, đơn kháng cáo thứ hai tại Tòa án Tối cao Hàn Quốc đã phán quyết Park không có tội về mọi cáo buộc giam giữ trái phép trong khi Tòa án cấp cao Daegu đã tuyên bố phán quyết rằng Park có tội giam giữ ban đêm trái phép. Mặc dù vậy, Tòa án Tối cao vẫn giữ nguyên phán quyết của mình về đơn kháng cáo thứ ba. Phán quyết cuối cùng của Tòa án cấp cao Daegu trong lần trả hồ sơ thứ hai của vụ án cuối cùng đã tuyên bố Park không phạm tội đối với tất cả các cáo buộc giam giữ, bao gồm cả giam giữ ban ngày và ban đêm, vào ngày 15 tháng 3 năm 1989. Tòa sau đó tuyên bố bản án cuối cùng là mức án hai năm rưỡi tù. Một đơn kháng cáo cuối cùng đã được bên công tố đưa ra đối với vụ án nhưng đã bị Tòa án tối cao bác bỏ vào ngày 11 tháng 7.
Bên công tố, ban đầu yêu cầu mức án 15 năm tù và khoản tiền phạt lên tới khoảng 600 triệu won, đã chịu áp lực từ chính quyền Chun Doo-hwan. Mặc dù vụ việc ban đầu đã gây ra sự phẫn nộ từ công chúng, nhưng sự quan tâm của công chúng đối với vụ án đã giảm dần do những nỗ lực che đậy của chế độ quân sự và cái chết sau đó của nhà hoạt động sinh viên Park Jong-chul.

## Trong văn hóa đại chúng
Mái ấm Huynh đệ đã lan truyền trên các mạng xã hội với tư cách là nguồn cảm hứng cho bộ phim truyền hình Netflix Trò chơi con mực của Hàn Quốc. Tuy nhiên, những người sáng lập bộ phim chưa xác nhận điều này.
Nhiều phương tiện truyền thông Hàn Quốc đã gọi Mái ấm Huynh đệ là "Auschwitz của Hàn Quốc".